# امبیاپورا
امبیاپورا (به انگلیسی: Ambiyapur) یک منطقهٔ مسکونی در هند است که در اوتار پرادش واقع شده‌است.